# Index.hu

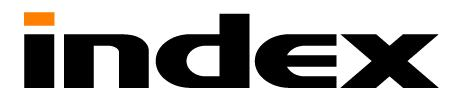
ロゴマーク

Index.huとは、ハンガリー語によるインターネットポータルの一つである。月あたり130万人の読者がいるポータルであり、1995年にニイーレー・アンドラーシュによって設立された。

## 歴史
Indexは1995年に、Internetto.huとしてアンドラーシュ・ニイーレーによってスタートした。1990年代のInternettoは日8000アクセス程度であり、投資家の中にはこのサイトに興味を持つ者がいた。アンドラーシュはその時、IDG（International Data Group）を買収しようとしたが、ゲレーニイ・ガーボルとウーイ・ペテルは1999年4月にURL相談と言う新会社を設立し、1500万フォリントをIDGに投資した。その後、CEOのビーロー・イシュトヴァーンは競売の為に三人を雇用し、これによってこの問題は終息し、彼らはIndex.huを設立した。その後、2000年から2011年9月30日まで、ウーイがチーフエディターを務めた。

## 発展
Indexは言論の自由があり、性的な物も、タブロイドニュースとして、トップページに定期的に記載される。Index.huの政治的信条は不明瞭であり、2002年から2010年までは、社会主義的な政権に対して、批判的な言論を取る事もあったが、右よりな主張は単なる憂さ晴らしと見るマナーがあった。彼らの意見はサイトのテンプレートやアールパード・W.トータと言うサイトの有名人による物を元にしているのが非常に多かったからである。アールパードの物議を醸した「ゲーム・オーバー　ヨハネ・パウロ2世」はローマ教皇であったヨハネ・パウロ2世との別れを描いた物であり、サイトは閉鎖に追い込まれかけた。彼はその後も教会に対して批判的な活動をIndex.huで行っている。後に彼はWブログと言う自らのブログを作り、彼の最も物議を醸した作品を公開している。なお、Index.huの政治的信条は中道主義であるとしているが、多くの社会問題に対しては、自由主義の態度を取っている。
また、Index.huはTotalcar.huと言うハンガリーの自動車に関するニュース兼ポータルやテーコズロー・ホマール（放蕩ロブスターの意）等のサイトと連携している。
Index.huの主な競合相手はマジャール・テレコム率いるOrigo.huである。

## 関連サービス
ここ数年、Index.huはサービスを大幅に拡充した。以下のサービスが現在提供されている。
- Blog.hu - ハンガリー最大のブログサイト
- Indavideó - ハンガリー語の動画共有サービス
- Indafotó  - マジャール人のための画像共有サービス
- Indamail - ハンガリーのEメールプロバイダの一つ
- Velvet - 女性誌
- Totalcar - 自動車雑誌
- Index - 大衆向けのフォーラム
- Travelo - 旅行誌